# Dipienga
Dipienga est une localité située dans le département de Bilanga de la province de la Gnagna dans la région Est au Burkina Faso.

## Géographie
Dipienga se trouve à 40 km au nord-est de Bilanga.

## Santé et éducation
Dipienga accueille un centre de santé et de promotion sociale (CSPS). Le village possède deux écoles primaires.
Le village possède trois écoles primaires publiques.